# Junonia pallens
Junonia pallens är en fjärilsart som beskrevs av Felder 1867. Junonia pallens ingår i släktet Junonia och familjen praktfjärilar. Inga underarter finns listade i Catalogue of Life.